# Fethi Heper
Fethi Heper (* 3. Februar 1944 in Eskişehir; † 13. Februar 2025 ebenda) war ein türkischer Fußballspieler. Heper trug zur aktiven Zeit den Spitznamen Çengel. Außerdem wurde ihm und seinen Teamkollegen Nihat Atacan und Ender Konca von den Eskişehirspor-Fans ein Slogan kreiert: Fethi-Nihat-Ender filelere gönder (dt. Fethi-Nihat-Ender schickt ihn ins Netz). Mit 95 Erstligatoren ist er der erfolgreichste Erstligatorschütze in der Vereinsgeschichte.
Seit 2012 war Heper im Vorstand des türkischen Fußballverbandes tätig.

## Spielerkarriere

### Verein
Fethi Heper begann im Jahr 1960 in seiner Heimat Eskişehir beim Amateurverein Eskişehir Gençlik Kulübü, seine älteren Brüder spielten ebenfalls dort. Er wurde zweimal Torschützenkönig, weshalb ihn einer seiner älteren Brüder mit zum Probetraining von Galatasaray Istanbul brachte. Jedoch wurde er vom damaligen Trainer Gündüz Kılıç abgelehnt, weil der Verein bereits einen großen Kader besaß und er dem jungen Spieler keine falschen Hoffnungen machen wollte. Er kehrte nach Eskişehir zurück und spielte bis 1965 weiterhin auf Amateurebene.
1965 wechselte er zum neuen Stadtklub Eskişehirspor. In der ersten Saison der Vereinsgeschichte gelang der Aufstieg aus der 2. Liga in die 1. Liga. Fortan wurde Eskişehirspor zur ersten Mannschaft in der Türkei, die die Vormacht der drei Istanbuler Klubs: Beşiktaş, Fenerbahçe und Galatasaray zu beenden schien. 1969, 1970 und wurde 1972 wurde der Verein Vizemeister Heper spielte eine große Rolle. Er war der beste Torschütze der Mannschaft. In den Jahren 1970 und 1972 wurde er Torschützenkönig der türkischen Liga. 1971 gewann er den türkischen Pokal.

### Nationalmannschaft
Heper begann seine Nationalmannschaftskarriere 1962 mit einem Einsatz für die türkische U-18-Nationalmannschaft.
Zwischen 1968 und 1973 bestritt er drei Länderspiele für die türkische Nationalmannschaft, in denen er drei Tore erzielte.

## Akademische Laufbahn
Nach seiner Karriere als Fußballspieler widmete sich Heper seinem Studium, das er während seiner Karriere im Jahr 1967 begann, an der Wirtschafts- und Handelswissenschaftlichen Akademie in Eskişehir. 1978 erhielt Heper seinen Doktortitel.

## Erfolge

### Als Spieler
Mit Eskişehirspor
- Meisterschaft der TFF 1. Lig und Aufstieg in die Süper Lig: 1965/66
- Türkischer Vizemeister: 1968/69, 1969/70, 1971/72
- Türkischer Pokalsieger: 1970/71
- Türkischer Pokalfinalist:Türkiye Kupası 1969/70
- Präsidenten-Pokalsieger: 1971
- Premierminister-Pokalsieger: 1966, 1972

Individuell
- Torschützenkönig der Süper Lig: 1969/70, 1971/72